# صديق انتقادي
الصديق الانتقادي، أو الصديق الناقد، هي فكرة تعليمية بريطانية تعتمد على أن الأصدقاء الحميميين يتبادلون الانتقاد فيما بينهم بشكل إيجابي وتطوري وحتى لو كان الانتقاد جارحا طالما يكون الدافع والهدف بناء. وبالتالي، تطبيق هكذا علاقة في العملية التعليمية قد تؤدي إلى تحسين تعلم الفرد بشكل فعال.

## التعريف
يرجع أصل فكرة الصديق الانتقادي أو «الصديق الناقد»، إلى فترة الإصلاحات التعليمية لعلم أصول التدريس الانتقادي في فترة السبعينيات من القرن العشرين على أثر نشاطات النقد الذاتي الذي تُنسب إلى ديزموند ناتال. وهو أحد التعريفات الأكثر استخدامًا منذ عام 1993،

## التاريخ
استعمل أندرو هاتشينسون، مستشار في القطاع العام، هذا المصطلح مع اتحاد الحكومة المحلية في جامعة ووريك عام 1998. واستشهد به في العديد من الوثائق التي قدمتها جين هارتلي. في حين ذهبت النصوص الأولية للإشارة إلى يانوس في مناقشة هذا المفهوم.

## المفهوم
تتميز فكرة الصديق الانتقادي بوجودها بين طرفي نقيض «الشاهد العدائي» و«الحبيب المسامح» ز 
إضافة إلى ذلك، يرجع هذا الانشطار إلى هاتشينسون الذين كثيرًا ما استخدم هذا المصطلح بينما كان زعيم جنوب شرق ميدلاندز يدير ميثاق شبكة الجودة للمواطنين من قبل مكتب رئاسة الوزراء في وايت هول. وفي فترة توليه إدارة الشبكة، أصبح على علاقة دائمة مع زميل لانكاستريان ووزير الحكومة وعضو البرلمان بيتر كيلفويل ووزير الخدمات العامة الذي كان مسؤولاً عن إدارة الشبكات. وعندما وجد كيلفويل نفسه يبتعد أكثر فأكثر عن جدول أعمال سياسات رئيس الوزراء توني بلير واختار الاستقالة من الحكومة، نقل هانسارد عنه قوله إنه يرغب في العودة إلى المقاعد الخلفية لكنه لا يزال «الصديق الانتقادي» للحكومة.
بينما نقل عنه خطأ في دايلي تيليغراف حيث ادعوا قوله إنه يود أن يكون «الصديق غير المتحيز» للحكومة. وليس من المعقول أن نفترض أن مصطلح الصديق الانتقادي يرجع إلى الفكرة الدقيقة المعتدلة للصديق غير المتحيز. ومع ذلك وبعد استقالة بيتر كيلفويل بدأت صحيفة الغارديان (منشورًا شعبيًا بين المثقفين والإدارة الوسطى للقطاع العام) في ترويج المصطلح الذي دخل حيز الاستخدام العام بصورة متزايدة. ومع ذلك فلا تزال هذه العبارة أكثر استخدامًا في الدوائر التعليم، ولكن استخدامها على نطاق أوسع في القطاع العام يمكن أن يرجع إلى أندرو هاتشينسون وحماسته الطبيعية لهذا المفهوم، حيث وصف عام 1999 بـ «الصديق الانتقادي الدائم الذي يعمل بنية إيجابية» من قبل الرئيس التنفيذي لمجلس مدينة كوفنتري الموجود آنذاك، إيان روكسبيرج، الذي يعمل حاليًا مديرًا لاتحاد أبحاث ووريك. في حين نجد العديد من الاقتباسات المفيدة والمثيرة للاهتمام منشورة على شبكة الإنترنت  يمكن وصف سبب شعبية هذه العبارة بالاقتباس التالي،